# Controlled Impact Demonstration

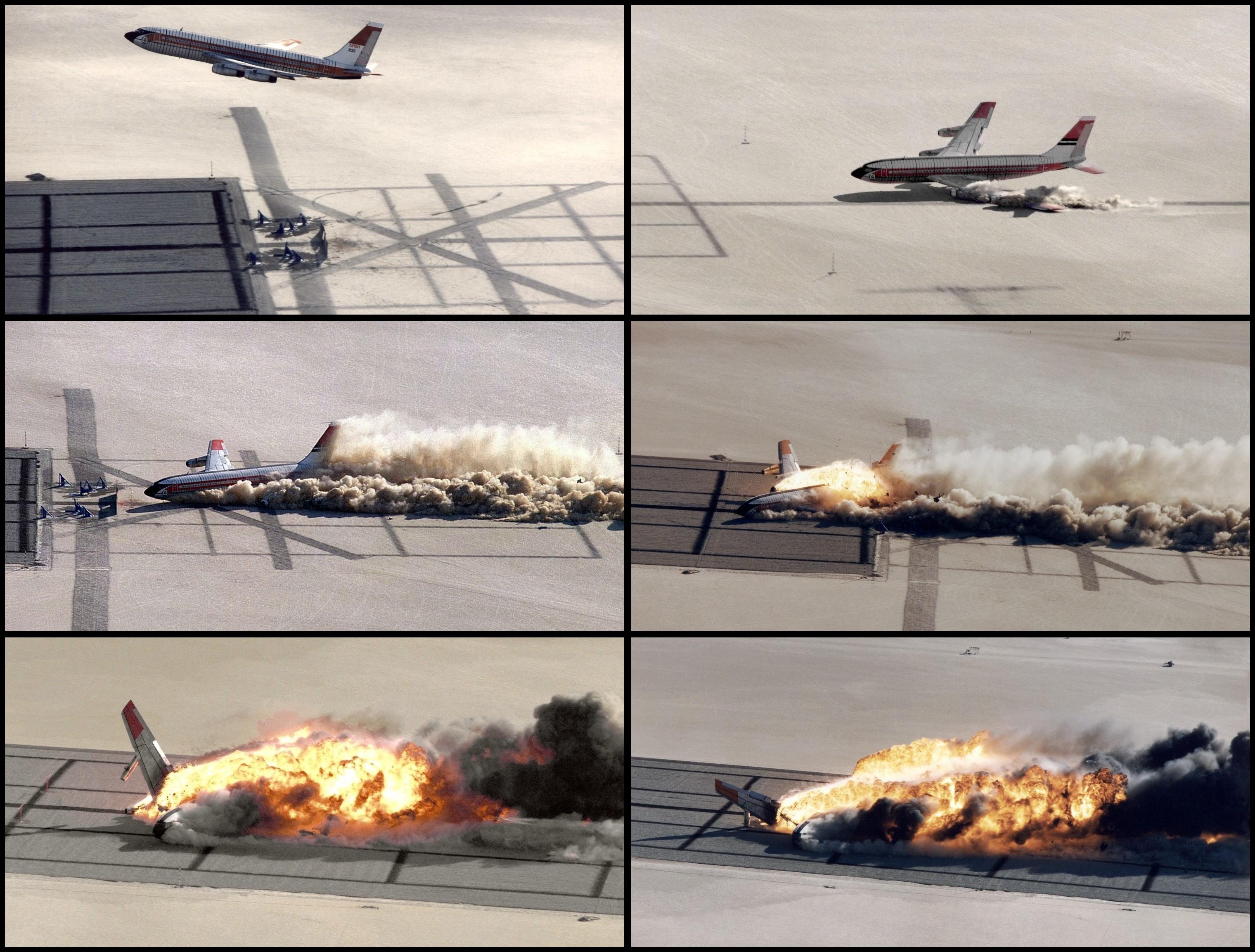
Das Versuchsflugzeug in verschiedenen Stadien des Experiments: Oben links im Probeanflug; die weiteren Bilder zeigen den eigentlichen Aufschlag.

Unter der Bezeichnung Controlled Impact Demonstration (englisch für Demonstration eines kontrollierten Aufschlags), kurz CID, führten die US-Luftfahrtbehörden FAA und NASA im Jahr 1984 einen Crashtest mit einem ferngesteuerten Passagierflugzeug durch. Damit sollte in erster Linie ein neuartiger Treibstoffzusatz getestet werden; gleichzeitig wollte man verschiedene Daten über die Sicherheit der Insassen bei einem Absturz sammeln. Als Versuchsobjekt wurde eine ausgediente vierstrahlige Boeing 720 ausgewählt.
Nach über vier Jahren Vorbereitungszeit ließen die Verantwortlichen die vollgetankte Maschine am 1. Dezember 1984 auf dem Gelände der Edwards Air Force Base abstürzen. Der Aufschlag verursachte einen spektakulären Feuerball, das Wrack brannte über eine Stunde. Der Versuch gilt als Fehlschlag im Hinblick auf den experimentellen Treibstoffzusatz, führte aber zu anderen Vorschlägen zur Verbesserung der Flugsicherheit.

## Zielsetzung
Bei einem typischen Flugunfall tritt Treibstoff aus beschädigten Tanks oder Leitungen aus und bildet in der Luft einen feinen, leicht entzündlichen Nebel, der in Brand gerät. Dies reduziert die Überlebenschancen der Flugzeuginsassen erheblich: Die FAA schätzte, dass rund ein Drittel der Opfer bei einem Unfall in der Start- oder Landephase der Feuereinwirkung erliegt. Auch als am 27. März 1977 auf der Startbahn des Flughafens auf Teneriffa zwei Jumbo-Jets miteinander kollidierten und so den bis heute schwersten Unfall der zivilen Luftfahrt auslösten, starben viele Passagiere nicht unmittelbar durch den Aufprall, sondern erst durch die Folgen des ausgetretenen brennenden Treibstoffs (siehe Flugzeugkatastrophe von Teneriffa).
Ein von Imperial Chemical Industries (ICI) neu entwickelter Treibstoffzusatz, ein langkettiges Polymer mit der Bezeichnung FM-9, sollte die Bildung solcher Treibstoffwolken und deren Entflammbarkeit reduzieren. Das damit vermengte Kerosin wurde antimisting kerosene (deutsch etwa: ‚nicht-nebelbildendes Kerosin‘), kurz AMK, genannt. Es hatte die gewünschten Eigenschaften in Modellversuchen und Crashtests mit außer Dienst gestellten Marineflugzeugen vom Typ SP-2 Neptune bereits gezeigt und sollte diese nun unter realistischen Bedingungen unter Beweis stellen. Dazu wollte man per Fernsteuerung einen für die Zeit typischen Passagierjet kontrolliert zum Absturz bringen.
Bei den Planungen zu diesem Experiment wurde schnell deutlich, dass ein Versuchsaufbau dieser Größenordnung für eine Vielzahl weiterer Experimente genutzt werden konnte. Im Vordergrund stand das Verhalten des AMK bei einem Feuer nach einem Aufprall. Daneben war vorgesehen, Neuentwicklungen zur Steigerung der Überlebenswahrscheinlichkeit bei einem Absturz zu untersuchen, darunter neu gestaltete Sitze und Rückhaltesysteme, feuerfeste Materialien in der Kabine und feuersichere Fenster. Auch Innovationen am Flugschreiber wurden in die Versuche eingebunden. Darüber hinaus sollten die Kräfte gemessen werden, die auf das Flugzeug beim Aufschlag wirken, insbesondere die strukturellen Belastungen des Flugzeugrumpfes, des Kabinenbodens und der Tragflächen. Es war geplant, mit den Ergebnissen der Sensordaten unter anderem die Vorhersagegenauigkeit von Computermodellen zu überprüfen.

## Teilnehmer
Die US-Luftfahrtbehörde Federal Aviation Administration (FAA), unter anderem zuständig für Sicherheitsvorschriften und Richtlinien (FARs) für den Flugverkehr in den USA, schloss sich für diesen Versuch mit der National Aeronautics and Space Administration (NASA) zusammen. Seitens der NASA beteiligten sich vor allem die Forschungszentren Ames, Langley und Dryden am CID-Programm. Daneben nahmen Einrichtungen des US-Militärs, britische und französische Institutionen sowie eine Reihe von Wirtschaftsunternehmen teil; letztere waren vornehmlich der Luftfahrtindustrie zuzuordnen, etwa die Hersteller General Electric, Lockheed und Boeing.
Die Leitung des Programms stand der FAA zu, die außerdem die Verantwortung für die meisten der Experimente trug und 8,1 Millionen US-Dollar für die Finanzierung des Projekts bereitstellte. Für die restlichen Kosten in Höhe von 3,7 Millionen US-Dollar kam die NASA auf. Sie war vor allem für die Fernsteuerung des Testflugzeugs und die Entwicklung eines Systems zur Datenerfassung zuständig, darüber hinaus platzierte sie experimentelle Sitze im Flugzeug und übernahm einen Teil der Auswertung.

## Vorbereitungen
Die Vorbereitungen für den eigentlichen Versuch dauerten insgesamt über vier Jahre. Sie umfassten die genauen Spezifikationen der Programmziele, bauliche Änderungen am Versuchsflugzeug, die Präparation der vorgesehenen Absturzstelle und 14 Probeflüge, wobei der Flug mit dem Absturzexperiment nicht mitzählt.

### Planung des Versuchsablaufs
Die Planungen für die Controlled Impact Demonstration begannen im Juli 1980. Der Versuch sollte einen Unfall nachstellen, bei dem typischerweise ein Überleben aller Flugzeuginsassen möglich war, wie etwa nach einem Durchstarten oder einem Startabbruch. Damit das AMK seine Wirksamkeit beweisen konnte, mussten Bedingungen simuliert werden, unter denen sich normales Kerosin aller Wahrscheinlichkeit nach entzünden würde. FAA und NASA sichteten in Zusammenarbeit mit den größeren Flugzeugherstellern die Daten von knapp eintausend Flugzeugunfällen, die weltweit zwischen 1959 und 1979 aufgetreten waren, und entwickelten daraus ein entsprechendes Szenario. Auch die Vorhersagen analytischer Rechenmodelle und Erkenntnisse aus anderen Experimenten flossen mit ein.
Das Versuchsflugzeug sollte bis in eine Höhe von etwa 2300 Fuß (etwa 700 m) über dem Boden steigen, um dann mit den geplanten Flugparametern (Geschwindigkeit, Sinkrate usw.) entlang eines vorgegebenen Gleitpfads das Zielgebiet anzufliegen. Bis zu einer Höhe von 400 Fuß (etwa 125 m) konnte jeder Leiter eines Experiments den Abbruch bestimmen, wenn seine Ausrüstung kritische Fehler aufzeigte.
Zwischen 400 und 150 Fuß, der für diesen Flug festgelegten Entscheidungshöhe, lag die Entscheidung über die Fortsetzung des Anflugs ausschließlich beim Piloten. Unterhalb von 150 Fuß (etwa 45 m) musste der kontrollierte Absturz in jedem Fall durchgeführt werden, ein Abbruch galt als zu riskant und hätte in einem unkontrollierten Absturz enden können. Im Zielgebiet sollte das Flugzeug vollbetankt mit AMK, mit eingezogenem Fahrwerk und einer Klappenstellung von 30 Grad aufsetzen. Direkt nach dem Aufschlag war geplant, dass die Tragflächen durch spezielle Vorrichtungen beschädigt würden, so dass Treibstoff aus den darin befindlichen Tanks ausströmen und sich entzünden konnte, während der Rumpf intakt blieb. Das Flugzeug sollte auf einer Schotterpiste rund 300 bis 350 Meter weiter rutschen und dann zum Stillstand kommen.

### Präparation der Absturzstelle

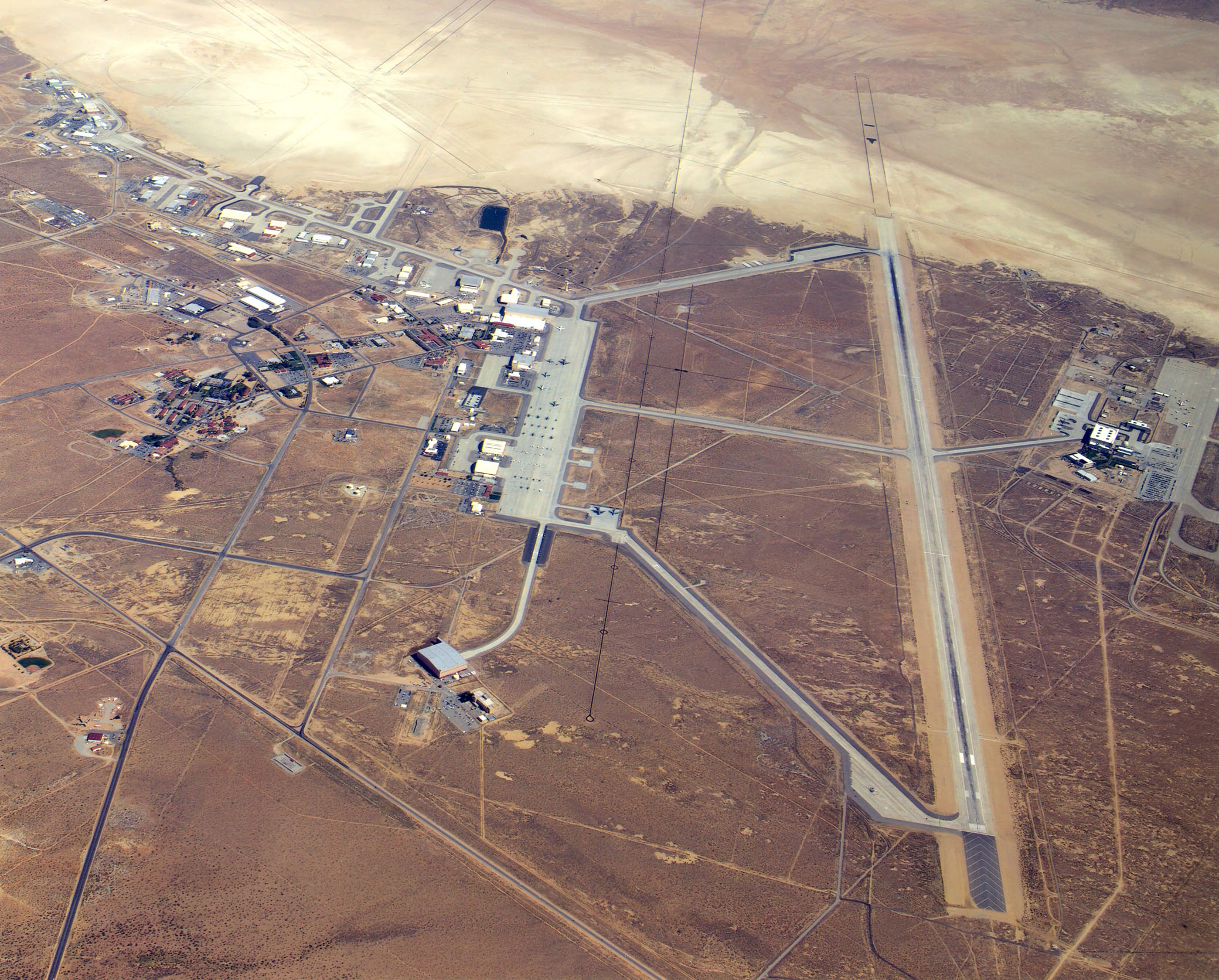
Die Edwards Air Force Base mit unbefestigten Versuchs-Landebahnen im Bildhintergrund

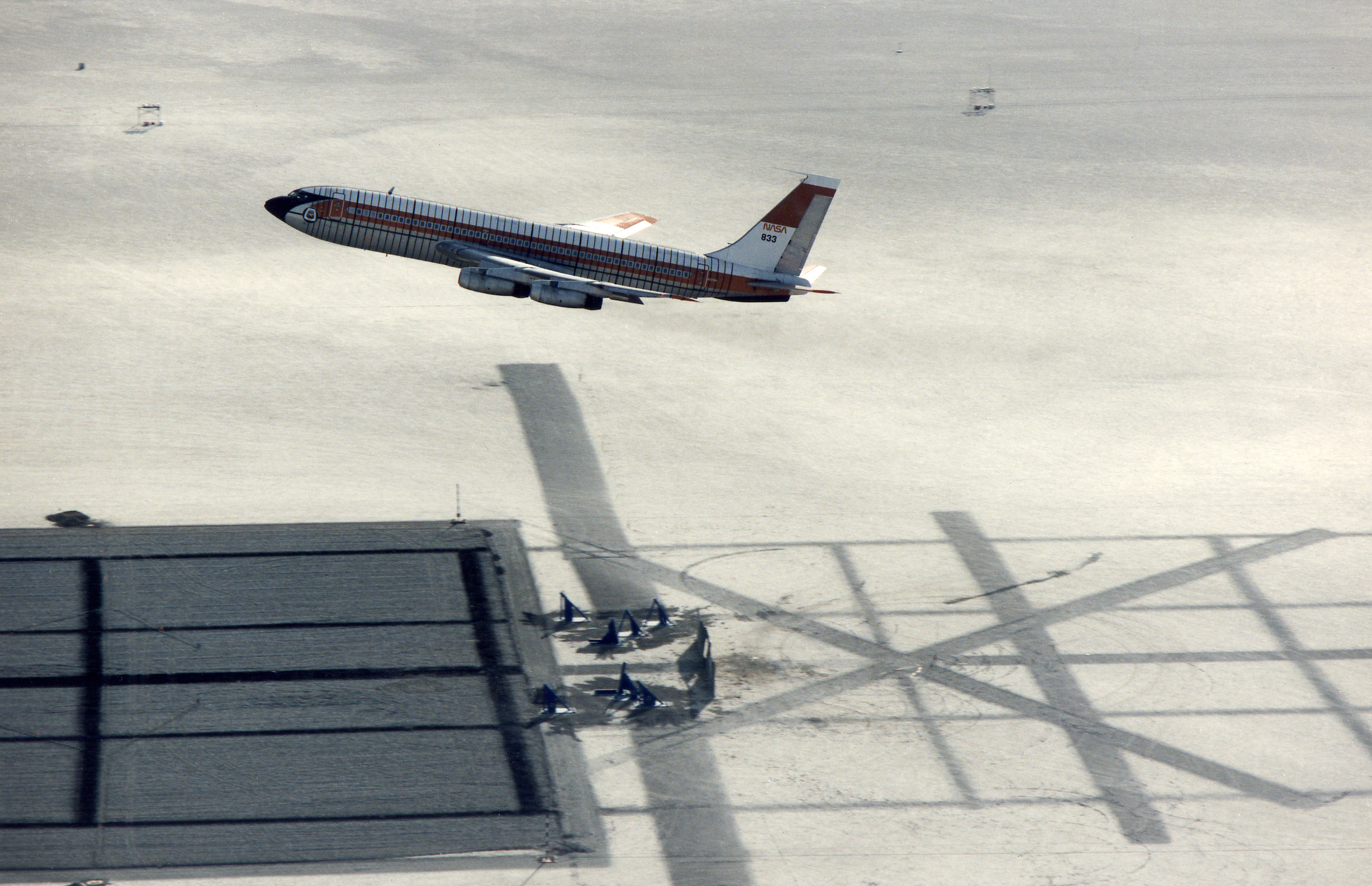
Durchstarten nach einem Probeanflug. Unterhalb des Flugzeugs sind die wing cutter zu sehen.

Als Versuchsgelände wurde Rogers Dry Lake in der Salztonebene in der Mojave-Wüste ausgewählt. Hier verfügt die Edwards Air Force Base unter anderem über mehrere Landebahnen zu Versuchszwecken. An der vorgesehenen Absturzstelle wurde eine Fläche von rund 90 mal 350 Meter mit Schotter bedeckt und mit Referenzmarkierungen versehen. Der Plan sah vor, dass das Flugzeug kurz vor dieser Landebahn aufsetzen und dort nach kurzem Rutschen zum Stillstand kommen würde. Als optische Hilfestellung für den Piloten markierte ein großes, X-förmiges Kreuz den Punkt, an dem das Flugzeug aufschlagen sollte.
Zwischen dem Aufschlagpunkt und dem Beginn der Landebahn wurden acht metallene, je rund 180 Kilogramm schwere und knapp 2,5 Meter hohe Vorrichtungen in den Wüstenboden zementiert. Träfe die vordere Flügelkante auf eine dieser Apparaturen, drehte sich deren untere Hälfte nach oben, schnitte in den unteren Flügelteil und risse so die dort befindlichen Treibstofftanks auf. Daher wurden diese Instrumente als wing opener (deutsch: ‚Flügelöffner‘) oder wing cutter (deutsch: ‚Flügelschneider‘) bezeichnet. Davor wurde ein Zaun aus leicht zerbrechlichem Material aufgebaut, der dem Piloten ebenfalls helfen sollte, die Absturzstelle anzusteuern. Die verlängerte Mittellinie der Landebahn war auf dem Zaun durch eine orangefarbene Fläche gekennzeichnet.
Etwa 90 Meter hinter der Aufschlagstelle wurde eine Lichtanlage aus zwei Reihen mit je sechs Pfosten errichtet, wie sie zur Anflugbefeuerung von Landebahnen eingesetzt werden. Sie standen jeweils etwa 30 Meter hintereinander mit einem seitlichen Abstand von etwa 23 Metern, der damit deutlich geringer als die Spannweite des Versuchsflugzeugs von rund 40 Metern war. Jeder dieser Pfosten war etwa 3 Meter hoch, bestand aus leichten Fiberglasröhren mit Sollbruchstellen und trug fünf Leuchten à 300 Watt. Bei einer Kollision mit dem Flugzeug würden sie abbrechen und als realistische Zündquelle für ausgetretenen Treibstoff dienen. Als Alternative war vorgesehen, dass sich das Kerosin am Funkenschlag von der Schotterpiste oder an zerstörten Flugzeugteilen entzünden würde.
Um den Aufprall flächendeckend zu dokumentieren, wurden um die Absturzstelle herum rund einhundert miteinander synchronisierte Foto- und Videokameras installiert, darunter Hochgeschwindigkeits- und Wärmebildkameras. Das System wurde ergänzt durch Kameras in zwei nahe der Absturzstelle schwebenden Bell-UH-1-Helikoptern und in einem Begleitflugzeug vom Typ Lockheed P-3 über dem Versuchsflugzeug.

### Abbruch- und Ausfallprozedur
Für eine Landung nach einem kontrollierten Abbruch des Absturzexperiments war die Landebahn 25 südlich der geplanten Aufschlagstelle vorgesehen. Als zusätzliche Sicherheitsmaßnahme für den Fall eines Ausfalls der Fernsteuerung wurde am Rand des Versuchsareals ein Grenzbereich definiert. Hätte das Flugzeug diesen erreicht, ohne unter Kontrolle der Bodenstation zu sein, wäre über eine zusätzliche Funkverbindung ein Signal an das Flugzeug gesendet worden, das ein Verfahren zur Selbstzerstörung eingeleitet hätte. Die Triebwerke wären abgestellt und die Steuerflächen in eine Stellung gefahren worden, durch die das Flugzeug spiralförmig in den Boden geflogen wäre.

### Änderungen am Versuchsflugzeug

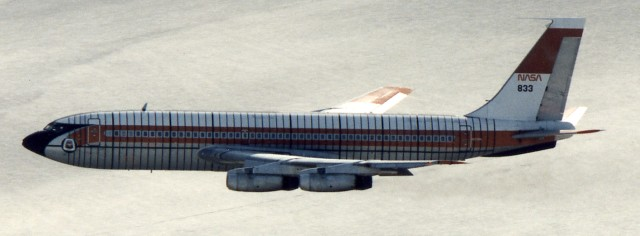
Das Versuchsflugzeug, eine Boeing 720, wurde mit vertikalen Streifen lackiert, um Deformationen leichter erkennen zu können

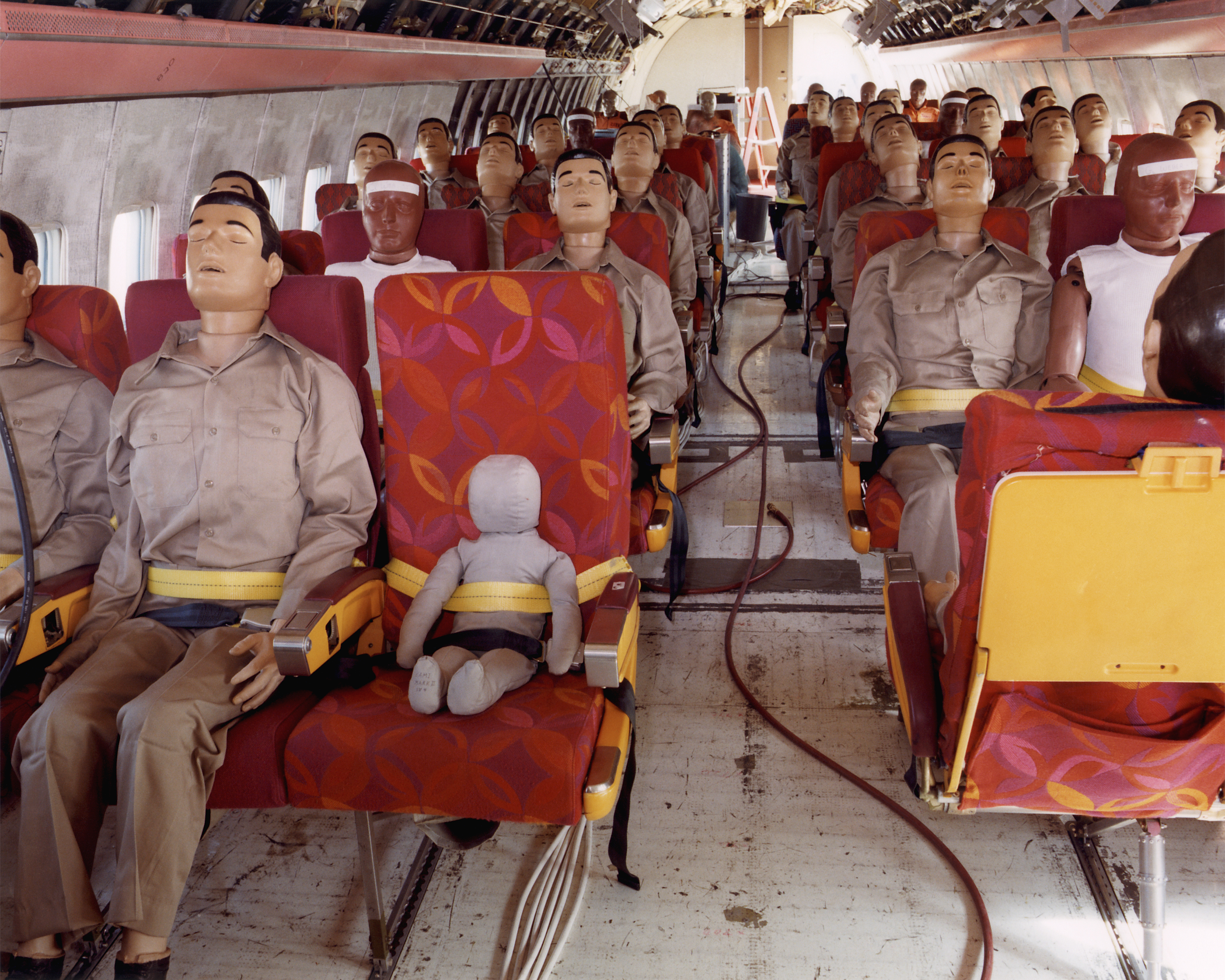
Der Passagierraum wurde mit Dummys besetzt

Als Versuchsflugzeug wurde eine Boeing 720 ausgewählt. Dieses Muster repräsentierte hinsichtlich Zelle, Antrieb und Ausstattung den Durchschnitt der zu dieser Zeit bei den Fluggesellschaften eingesetzten Luftfahrzeuge. Das Testflugzeug war 1960 von der FAA für die Ausbildung ihres Personals gekauft worden und hatte nach mehr als 20.000 Flugstunden und über 54.000 Starts und Landungen das Ende seiner Nutzungsdauer erreicht.
Im Juni 1981 wurde es zur Vorbereitung auf das CID-Programm zur Ames-Dryden Flight Research Facility überführt. Im Sommer 1983 begann die eigentliche technische Umrüstung. Zunächst wurden Teile der Inneneinrichtung entfernt, um Platz für die erforderlichen Anpassungen zu schaffen. Sitze und Rückhaltesysteme wurden durch Erprobungsgerät ersetzt. Ausgewählte Bereiche, zum Beispiel Teile des Frachtraums, beließ man bewusst im Originalzustand. Das Flugzeug sollte grundsätzlich den Regelungen und Vorschriften der FAA und des Herstellers entsprechen. Ab Oktober 1983 wurde die Verkabelung für Messinstrumente, Sensoren und zusätzliche Stromversorgung eingebaut. Im Dezember 1983 begann die Integration der Systeme zur Datengewinnung und von Hochgeschwindigkeitskameras, das Cockpit wurde hinsichtlich der Instrumentierung angepasst und für die geplante Fernsteuerung umstrukturiert. Der Autopilot der Boeing 720 wurde so umgebaut, dass über ihn die Flugsteuerung via Fernsteuerung erfolgen konnte. Ungenutzte Funktionen des Autopiloten wurden deaktiviert, um sie als mögliche Fehlerquelle auszuschließen.
Das Treibstoff- und Antriebssystem wurde für den Betrieb mit AMK vorbereitet. Dieses kann nicht direkt in eine Gasturbine eingeleitet werden, weil dies zu verschiedenen technischen Problemen führen könnte, beispielsweise zum Verstopfen der Filter des Triebwerks. Daher muss AMK chemisch degradiert werden, bis es dem normalen Jet-A-Treibstoff so sehr ähnelt, dass es von den Flugzeugmotoren verarbeitet werden kann. Dazu installierte General Electric an jedem der vier Pratt-&-Whitney-JT3C-7-Triebwerke des Versuchsflugzeugs einen Degrader genannten Apparat, der den Treibstoff für den Motor vorbereitete. Um die Degrader anbauen zu können, wurden die Turbokompressoren der Klima- und Kabinendruckanlage von den Triebwerken entfernt.
Ein erster umfassender Systemtest erfolgte am 29. Februar 1984. Einbau und Erprobung des AMK-Systems begannen am 4. April 1984. Hierbei wurde zunächst der Degrader überprüft, an ein Triebwerk angebaut und einem Bodentestlauf unterzogen. Nach dem Beheben aufgetretener Störungen fand der erste Lauf eines Triebwerks mit Degrader am 11. April 1984 statt.
Ein weiteres Augenmerk lag auf dem Unfallverhalten, also der Fähigkeit der Flugzeugzelle und der Rückhaltesysteme, bei einem typischen Start- oder Landeunfall das Leben der Passagiere und der Besatzung zu schützen. Techniker verbauten unter anderem neue Sitzsysteme, die im Falle eines Crashs Energie absorbieren sollten, gegen die Flugrichtung gerichtete Sitze und ein spezielles Rückhaltesystem für Kinder. In aller Regel wurden die Innovationen direkt neben einem herkömmlichen Sitzsystem angeordnet, damit ein direkter Vergleich hergestellt werden konnte. Auf den Sitzen im Passagierraum und im Cockpit wurden Crashtest-Dummys platziert und an verschiedenen Stellen des Flugzeugs Beschleunigungssensoren installiert. Damit sollten die Kräfte gemessen werden, die beim Aufprall auf die Insassen, die Gepäckfächer und die Einrichtungen der Bordküche wirkten.
Im Passagierraum und im Cockpit wurden elf Hochgeschwindigkeitskameras installiert, um die Dummys und das Kabineninnere beobachten zu können. Weitere Hochgeschwindigkeitskameras wurden in der Nase des Flugzeugs (neben der Kamera, deren Bilder dem Piloten für die Fernsteuerung übertragen wurden) sowie am Seitenleitwerk angebracht. Damit Verformungen leichter erkannt werden konnten, lackierte man gleichmäßige vertikale Streifen auf den Flugzeugrumpf.
Weitere Änderungen dienten der Erprobung von neuentwickelten Brandschutzmaßnahmen. Rund die Hälfte der Passagiersitze wurde mit feuerfesten Textilien ausgestattet. An den Sitzen am Gang wurde eine Notfallbeleuchtung angebracht, die bei einem echten Unfall den Passagieren den Weg zu den nächstgelegenen Notausgängen weisen sollte, wenn Rauch die Sicht im Flugzeug verschlechtert. Des Weiteren wurden mehrere Fenster durch feuersichere Neuentwicklungen ausgetauscht. In vorausgegangenen Tests hatte es im Vergleich mit herkömmlichen Fenstern rund 60 Sekunden länger gedauert, bis sie durchgebrannt waren.
Das Flugzeug wurde außerdem mit vier unterschiedlichen Flugschreibern ausgestattet. Drei davon entsprachen Typen, die zu dieser Zeit in Passagiermaschinen im Einsatz waren, das vierte System befand sich in der Entwicklung. Stauraum in der Bordküche wurde mit Gefahrgutverpackungen befüllt, damit diese ihre Unverwüstlichkeit in der Praxis nachweisen konnten.

### Probeflüge

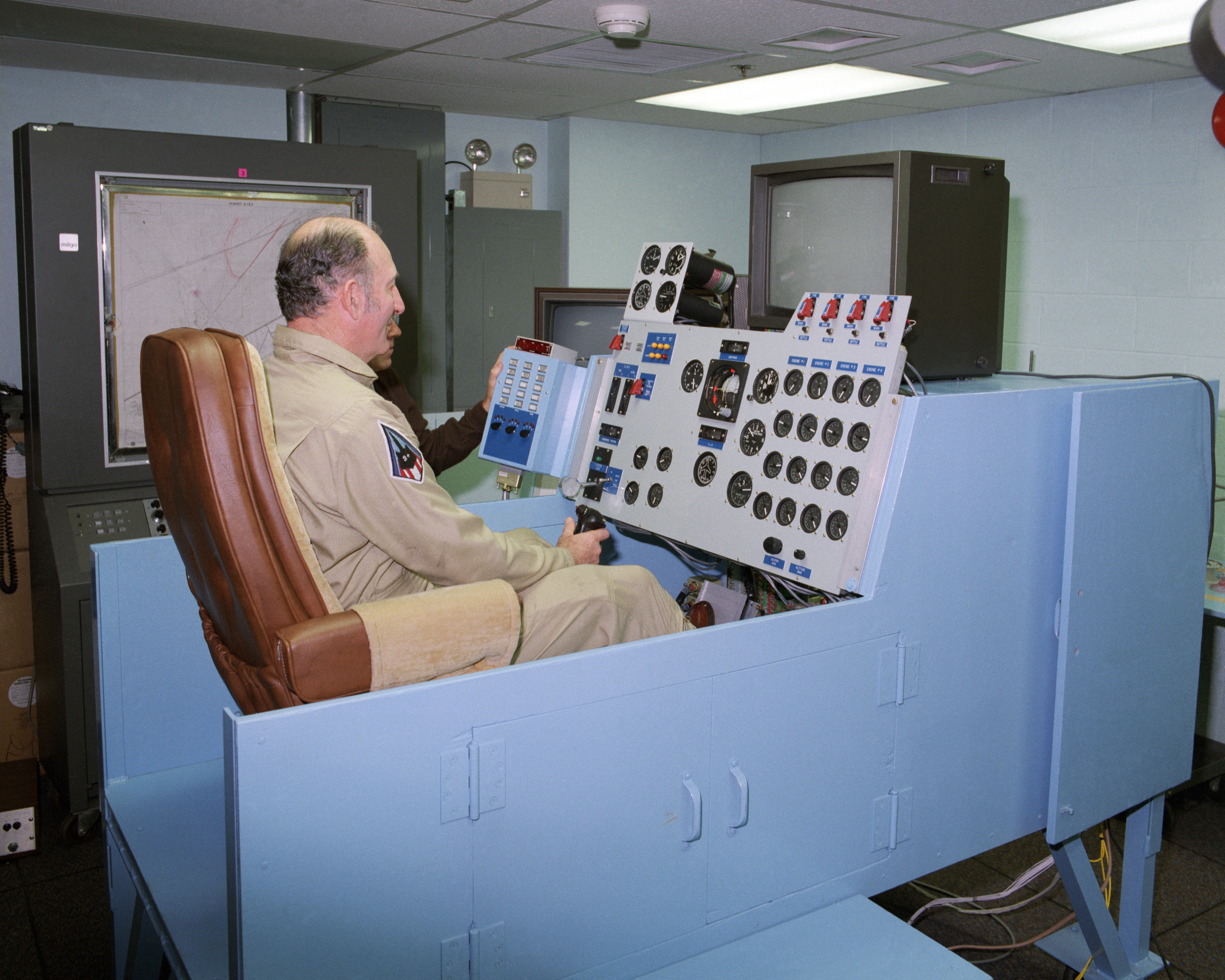
NASA-Pilot Fitz Fulton steuerte das Flugzeug von einer Kontrollstation am Boden aus

Beginnend am 7. März 1984 wurden mit der Boeing 720 insgesamt 14 Probeflüge unternommen, um die unterschiedlichen neuen Systeme testen zu können. Die AMK-Konzentration in den Tanks und Motoren wurde dabei schrittweise erhöht und die Leistung der Systeme überwacht. Mit den Flügen wurden Daten zur Weiterentwicklung mathematischer Modelle für Simulationen gesammelt, das aerodynamische Verhalten der Maschine in Bodennähe ermittelt und die Hard- und Software der Fernsteuerung überprüft. Sie boten außerdem die Gelegenheit, sich mit den Flugeigenschaften und Systemen vertraut zu machen und den Anflug an die spätere Absturzstelle zu üben.
Während der Probeflüge war die Boeing bemannt, wurde aber schon größtenteils ferngesteuert geflogen. Dazu lenkte NASA-Testpilot Fitzhugh L. Fulton von der Abteilung für ferngesteuerte Fahrzeuge (Remotely Controlled Vehicle Facility) in Dryden das Versuchsflugzeug von einer Kontrollstation am Boden aus. Diese war mit verschiedenen Instrumenten und zwei Bildschirmen ausgestattet, auf die von der Nase des Flugzeugs aus aufgenommene Videobilder übertragen wurden. Die Steuerelemente entsprachen im Wesentlichen denen aus dem Cockpit der Boeing 720. Der Pilot und der Copilot an Bord konnten die Fernsteuerung deaktivieren und so die Kontrolle über das Flugzeug übernehmen. Insgesamt absolvierte die Crew 14 Probeflüge mit einer Gesamtflugzeit von über 30 Stunden. Mehr als die Hälfte dieser Zeit wurde das Flugzeug via Fernsteuerung gelenkt, zu den ferngesteuerten Manövern zählen 9 Starts, 13 Landungen und 69 CID-Profile mit Anflügen auf die geplante Absturzstelle bis auf Höhen zwischen 150 und 200 Fuß.
Die Boeing 720 war zu diesem Zeitpunkt das größte Flugzeug überhaupt, das per Fernsteuerung geflogen wurde.
Infolge der Probeflüge wurden die AMK-Degrader und die Systeme zur Fernsteuerung überarbeitet. Sie führten darüber hinaus zu der Erkenntnis, dass die Aufgabe eine hohe Arbeitsbelastung für den Piloten am Boden war. Deshalb wurden die Vorrichtungen verbessert, die dem Piloten helfen sollten, das Ziel anzusteuern. Unter anderem wurde der Zaun als Zielhilfe vor den wing cutters aufgestellt. Der Erfolg aller Versuche, die Absturzstelle deutlicher erkennbar zu machen, wurde jedoch durch die niedrige Auflösung der Videoübertragung vom Flugzeug in den Kontrollstand geschmälert. Zusätzlich wurden die spezifizierten Vorgaben gelockert, indem die Toleranzen für Sinkrate, Vorwärtsgeschwindigkeit, Nickwinkel und die Genauigkeit des Aufsetzpunktes erhöht wurden.

## Ablauf
Am Morgen des 1. Dezember 1984 hob das Versuchsflugzeug voll betankt zum 15. und letzten Flug des CID-Programmes von Startbahn 17 der Edwards Air Force Base ab. Pilot Fulton lenkte die Maschine per Fernsteuerung über die vorgesehene Flugstrecke ins Zielgebiet. Er konnte die Parameter für den Endanflug zunächst wie geplant einnehmen, flog im weiteren Verlauf jedoch zum Teil deutlich zu tief und zu weit rechts von der Mitte der Landebahn. Die Arbeitsbelastung nahm stetig zu, weshalb es nach Korrekturen zu weiteren Abweichungen kam.
Bei der Entscheidungshöhe ging der Pilot davon aus, dass er die Abweichungen bis zum Aufschlag in den Toleranzbereich bekäme. Er setzte den Anflug fort. Seine Steuereingaben führten jedoch zu einer Pilot Induced Oscillation: Das Flugzeug fing an, um seine Längsachse zu schwingen. Infolgedessen schlug es 90 Meter vor dem Ziel, mit einem Querneigungswinkel von etwa 13° nach links, auf. Diese Werte lagen erheblich außerhalb des Toleranzbereichs.
Knapp neun Minuten nach dem Start berührte das Flugzeug aufgrund der linken Querneigung mit dem linken äußeren Triebwerk (Nr. 1) zuerst den Boden. Es war nach rechts von der Mittelachse der Landebahn versetzt, seine Nase war nach links gerichtet. Die Vorwärtsgeschwindigkeit lag bei 150 Knoten (ca. 275 km/h), die Sinkrate bei 18 Fuß pro Sekunde (ca. 5,50 m/s), beides entsprach den Sollwerten. Die Maschine drehte sich beim Weiterrutschen etwa 40° um die Gierachse und traf mit einer Restgeschwindigkeit von rund 120 Knoten (ca. 220 km/h) schief auf die wing cutter auf.
Dabei wurde zuerst das innere rechte Triebwerk (Nr. 3) getroffen. Ein wing cutter drang von rechts in die Triebwerksgondel ein und stoppte die Rotation der Turbine innerhalb von rund einer Drittel Umdrehung. Eine Zehntelsekunde später entzündete sich links des Triebwerks ausgetretener Treibstoff an der Hitze des zerstörten Motors. Die wing-cutter-Schneide traf auch Treibstoff- und Ölleitungen und setzte Schmierstoffe, Hydraulikflüssigkeit und AMK frei. Dann brach der wing cutter ab und drehte sich nach oben in den Haupttreibstofftank von Triebwerk Nr. 3. Gleichzeitig mit der Zerstörung des Triebwerks Nr. 3 drangen zwei weitere wing cutter zwischen diesem Triebwerk und dem Flugzeugrumpf in die Tragfläche ein, von denen einer bis in den Flugzeugrumpf weiter schnitt. Brennender Treibstoff gelangte ins Innere des Rumpfes und löste einen Brand im Laderaum aus, der sich bis in die Kabine fortsetzte.
Die Flamme, die bei Triebwerk Nr. 3 entstanden war, schlug über den Rumpf, während das Flugzeug weiter schlitterte und sich immer mehr um die Gierachse drehte.  Der durchschnittene rechte Flügel brach ab, wodurch an der Bruchstelle noch mehr Treibstoff austrat. Elf Sekunden nachdem Triebwerk Nr. 1 den Boden berührt hatte, kam das Flugzeug zum Stillstand, und das Feuer verringerte sich deutlich. Insgesamt hatte es den Rumpf neun Sekunden lang eingehüllt. Als die Flammen zurückgingen, war das Äußere des Rumpfs nicht sichtlich vom Feuer beschädigt worden. Binnen anderthalb Minuten begann eine Einheit der Flughafenfeuerwehr, das Feuer zu bekämpfen. Bis es vollständig erloschen war, verging über eine Stunde.
- Videoaufnahmen des kontrollierten Absturzes
- Der Absturz aus verschiedenen Perspektiven am Boden
- Der Absturz aus verschiedenen Innen- und Außenperspektiven
- Der Aufprall aus Sicht des Seitenleitwerks am Heck

## Ergebnisse
Durch das schräge Einrutschen des Flugzeugs in die wing cutter wich der tatsächliche Ablauf des Versuchs erheblich von den Planungen ab. Infolgedessen wurden die meisten Einzelexperimente beeinträchtigt.
Das Hauptexperiment um die brandunterdrückende Wirkung des AMK entwickelte sich völlig anders als geplant. Der zerstörte Motor war eine nicht vorgesehene Hitzequelle, die das weitere Geschehen wesentlich beeinflusste. Eigentlich sind Flugzeugtriebwerke so gestaltet, dass sie bei einem Crash vom Flugzeug abfallen, bevor sie Feuer fangen. Triebwerk Nr. 3 war jedoch durch die Besonderheiten der wing cutter brennend am Flügel hängengeblieben. Das Kerosin, das sich am Motor entzündete, war bereits durch den Degrader gelaufen, ähnelte also wieder mehr dem normalen Jet-A-Treibstoff und konnte die speziellen Eigenschaften des AMK nicht mehr entfalten. Schmierstoffe und Hydraulikflüssigkeit lieferten zusätzliches Brandmaterial. Darüber hinaus schirmten die Reste des getroffenen Motors und andere Teile den Treibstoff vor der heranströmenden Luft ab, sodass er länger an der Zündquelle verbleiben konnte als im Versuchsentwurf vorgesehen.
Die Versuchsaufbauten zum Unfallverhalten der Flugzeugkonstruktion und der Rückhaltesysteme wurden durch verschiedene Faktoren teilweise unbrauchbar gemacht. Da das Flugzeug zuerst mit dem Flügel aufkam, veränderte sich seine Sinkrate bis zum für die Messungen relevanten Aufschlag des Flugzeugrumpfs. Der hintere Rumpfteil, in dem sich die speziellen Erprobungssitze befanden, hätte zuerst aufsetzen sollen. Für den Versuch war eine Sinkrate von mindestens 15 Fuß pro Sekunde vorgesehen gewesen, das Rumpfende schlug jedoch lediglich mit etwa 6 Fuß pro Sekunde (ca. 1,80 m/s) auf, und damit mit deutlich weniger Wucht als geplant.
Noch verheerender war, dass der Schaden durch einen wing opener am Rumpf und das Feuer im Kabineninneren die Deformation des Flugzeugrumpfs beeinflusst hatten. Aus den gleichen Gründen ging auch ein Gutteil der Messeinrichtungen verloren. Beispielsweise waren von den insgesamt 27 mit Sensoren ausgestatteten Sitzen zwei direkt durch den wing-cutter-Einschlag betroffen, zehn weitere wurden vom Feuer zerstört. Die verbleibenden 15 wiesen keine strukturellen Deformationen auf, was auf die niedrige Sinkrate zurückgeführt werden kann. Die Kameraaufnahmen aus dem Passagierraum führten zu der Vermutung, dass sowohl die Standard-Sitze als auch die modifizierten Systeme die Lastvielfachen des Aufschlags ausgehalten hätten. Die gewonnenen Messdaten flossen unter anderem in die Entwicklung von Datenbanken und die Verbesserung von Computermodellen der FAA und der NASA zur Simulation des Flugunfallverhaltens von Neukonstruktionen ein.
Auch die Experimente zum Brandschutz entwickelten sich durch das ungeplante Feuer in der Kabine anders als erwartet. Allerdings schnitten die moderneren Sitzbezüge durchweg besser ab als die herkömmlichen. Da das Feuer hauptsächlich durch den Boden in die Kabine brannte, brachte das CID-Experiment auch keine verlässlichen Beweise für Unterschiede zwischen den neuen und den gewöhnlichen Fenstern. Kameraauswertungen ergaben, dass sich der Rauch innerhalb von 5 Sekunden im vorderen und 20 Sekunden im hinteren Kabinenteil so stark ausgebreitet hatte, dass die Sicht völlig eingeschränkt war. Ausgehend von der Zeit, die notwendig ist, um die Notausgänge zu erreichen und die Notrutschen zu bedienen, unterstellte die FAA 33 Sekunden für die vollständige Evakuierung. In ihrem Abschlussbericht schätzt sie, dass bei einem voll besetzten Flugzeug rund ein Viertel der 113 Passagiere den Absturz überlebt hätte. Die Verfasser des Berichts beurteilten diese Einschätzungen allerdings selbst als höchst spekulativ.
Die drei gängigen Flugschreiber-Typen funktionierten erwartungsgemäß und widerstanden insbesondere der Hitze. Die Abtastraten einiger Signale waren jedoch zu niedrig, obwohl sie im Einklang mit den Richtlinien der FAA standen. Ein neuartiges Aufzeichnungsgerät zeigte dagegen nur teilweise die erhofften Leistungen. Die getesteten Gefahrgutverpackungen blieben intakt. Auch das System zur Datenerfassung inklusive der fotografischen Überwachung funktionierte wie gewünscht.

## Bewertung und Folgen
Das CID-Programm wird bezüglich seines Hauptzwecks – zu demonstrieren, dass mithilfe von AMK eine effektive Brandverhütung möglich sei – überwiegend als Fehlschlag eingestuft. Die übrigen Experimente werden teils als gescheitert, teils als erfolgreich angesehen.

### Wahrnehmung in den Medien
Der Versuch hatte unter den Augen der Öffentlichkeit stattgefunden. Das Medieninteresse war bereits im Vorfeld so groß gewesen, dass sich die FAA veranlasst gesehen hatte, Crashtest-Dummys mit schwarzer und weißer Hautfarbe, die nacheinander geliefert und dementsprechend hintereinander im Passagierraum platziert worden waren, nachträglich umzusetzen, um Assoziationen an Zeiten der Rassentrennung zu vermeiden. Für den eigentlichen Crashtest war unweit der Absturzstelle ein Bereich für Vertreter der Presse eingerichtet worden. Durch die Fernsehaufzeichnung konnten Millionen Zuschauer sehen, wie das Flugzeug in einem Feuerball verschwand.
Bereits in den Tagen nach dem Versuch berichteten Nachrichtenblätter wie die New York Times, Newsweek, LA Times, das Magazine oder das Wissenschaftsmagazin New Scientist von der Controlled Impact Demonstration. Zwar hatte die FAA in der Pressekonferenz unmittelbar nach dem Versuch verlautbaren lassen, das AMK habe funktioniert. Dennoch wertete die zeitnahe Berichterstattung das Feuer einhellig als Zeichen für ein Versagen des AMK und für das Scheitern des Hauptexperiments.

### Reaktionen der Beteiligten
Für die Beteiligten war das Ausmaß des Feuers eine Überraschung. Flammen waren zwar erwartet worden, jedoch nur von kleinerem Umfang, sodass das Flugzeug davon wegrutschen würde und eine deutlich längere Zeit für die Evakuierung der Passagiere verbliebe. Als Ursache wurde zunächst ein Versagen des AMK vermutet. Erst durch die Auswertung der Foto- und Videodokumentation wurde klar, dass sich kein Nebel aus AMK gebildet und entzündet hatte, sondern dass Schmierstoffe, Hydraulikflüssigkeit und bereits degradierter Treibstoff für das Feuer verantwortlich gemacht werden konnten. Die FAA unternahm im Anschluss an das CID-Programm eine Reihe weiterer Tests, die klären sollten, wie sich der Treibstoff entzünden konnte. Sie kam zwar zu dem Schluss, dass AMK nicht die Fähigkeit hatte, das Ausbrechen eines Feuers unter allen Umständen zu vermeiden. Dennoch vertrat sie übereinstimmend mit dem FM-9-Entwickler ICI die Auffassung, dass das AMK funktioniert und ein noch größeres Feuer verhindert habe. Die FAA urteilte weiter, die Controlled Impact Demonstration sei wegen ihrer Besonderheiten mit keinem bisher in der Praxis aufgetretenen Flugunfall vergleichbar.
Im Frühjahr 1985 beschloss ein Unterausschuss des Kongresses, den Einsatz von AMK vorerst nicht vorzuschreiben. Letzten Endes gab die FAA dieses Vorhaben gänzlich auf, und die Entwicklung von feuerunterdrückenden Treibstoffzusätzen wurde eingestellt. Für ICI bedeutete dies das fruchtlose Ende von 17 Jahren Forschungsarbeit. Der ICI-Verantwortliche David Lane führte die Einstellung nicht auf ein Versagen des AMK zurück, sondern auf die Außenwirkung des spektakulären Feuers. In der Politik und der Öffentlichkeit sei dadurch der Eindruck entstanden, der Zusatz funktioniere nicht. Tatsächlich sei der AMK-Versuch ein Erfolg gewesen.
Soweit die weiteren Einzelexperimente verwertbare Ergebnisse brachten, gelten sie als gelungen. Mehrere Experimente dienten von vornherein nur der Überprüfung von bereits erlassenen Regelungen. So hatte die FAA bereits eine Woche vor dem Test neue Standards für die Feuerfestigkeit von Sitzbezügen und für eine Notfallbeleuchtung am Boden festgelegt. Andere bereits etablierte Richtlinien mussten infolge der gewonnenen Erkenntnisse überarbeitet werden, etwa hinsichtlich der Abtastraten der Flugschreiber. Insgesamt sieht die FAA in den Nebenexperimenten eine Quelle für zahlreiche nützliche Informationen.
Die NASA kam zu dem Schluss, dass die Crashlandung, die für das CID-Programm durchzuführen war, für den Piloten eine ungewöhnlich hohe Arbeitsbelastung dargestellt habe. Durch eine bessere technische Unterstützung hätte diese verringert werden können. Wegen der Vielzahl von Erkenntnissen, die aus den gesammelten Daten gewonnen wurden und die in Maßnahmen zur Verbesserung der Flugsicherheit ihren Niederschlag fanden, bewertet die NASA das im Kern gescheiterte Experiment in der Summe als Erfolg.

### Wiederholung des Experimentes
Am 27. April 2012 wurde im Auftrag des Discovery Channel eine Boeing 727-200 in der Wüste von Mexiko kontrolliert zum Absturz gebracht. Der Versuch fand in Mexiko statt, da die US-amerikanischen Behörden keine Genehmigung zum Absturz erteilten. Über den Absturz wurde ein Dokumentarfilm gefertigt.